# Clarence W. Spicer
Clarence Winfred Spicer (Edelstein, Condado de Peoria, Illinois, 30 de novembro de 1875 – Condado de Miami-Dade, 21 de novembro de 1939) foi um engenheiro automotivo estadunidense, conhecido pelo primeiro projeto e uso da junta universal em aplicações automotivas.

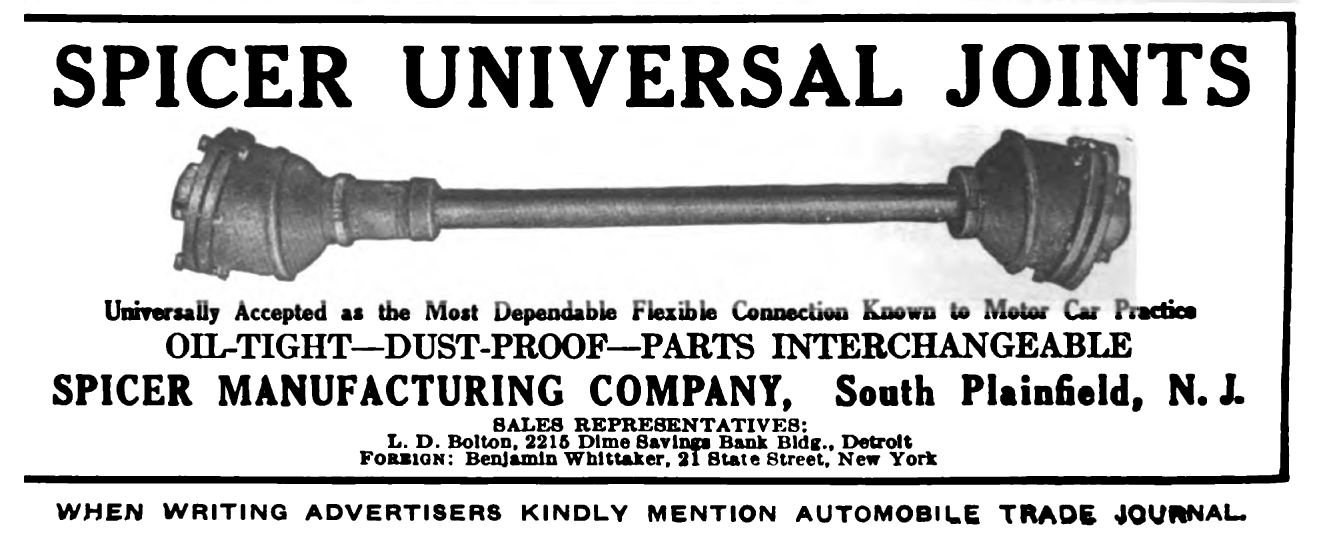
Propaganda da Spicer Manufacturing Company de juntas universais no Automobile Trade Journal, 1916.

## Carreira
Spicer começou a fabricar sua invenção mediante um acordo com a Potter Printing Press Company em Plainfield, Nova Jérsei, em 1 de abril de 1904.
Aproximadamente um século depois, a companhia Spicer é atualmente a Dana Corporation, com sede em Toledo, Ohio, com vendas mundiais de componentes automotivos de aproximadamente US$ 10 bilhões por ano.
Foi membro da Society of Automotive Engineers (SAE).

## Legado
Spicer é membro do Automotive Hall of Fame.